# Veikkausliiga 1996
Die Veikkausliiga 1996 war die siebte Spielzeit der höchsten finnischen Spielklasse im Fußball der Männer unter diesem Namen sowie die 66. Saison seit deren Einführung im Jahre 1930.

## Modus
Die Liga startete mit zwölf Mannschaften und somit mit zwei weniger als bisher. Da die Veikkausliiga 1997 mit zehn Mannschaften starten sollte, stiegen 1996 die letzten drei Mannschaften direkt ab, die viertletzte Mannschaft musste sich in der Relegation stellen.
1996 wurde eine Hauptrunde ausgetragen, in der jede Mannschaft zweimal gegen die anderen Mannschaften anzutreten hatte. Die besten sechs Mannschaften der Hauptrunde qualifizierten sich für die Meisterschaftsrunde, in der die Mannschaften nochmal jeweils einmal gegeneinander antraten. Die Punkte und Resultate aus der Hauptrunde wurden dabei zur Wertung miteinbezogen. Die Mannschaften, die sich auf den Rängen sieben bis zwölf wiederfanden, nahmen an der Abstiegsrunde teil, in der ebenfalls fünf weitere Spiele zu bestreiten waren und die Resultate zu den Punkten aus der Hauptrunde dazuaddiert wurden.

## Saisonverlauf
Die Hauptrunde verlief äußerst spannend und nach 22 Spieltagen lagen zwischen dem Hauptrunden-Meister FF Jaro aus Jakobstad und dem Sechsten Myllykosken Pallo -47 gerade mal vier Punkte. Nach den fünf Spielen innerhalb der Meisterschaftsrunde konnte der Hauptrunde-Vizemeister FC Jazz Pori den Titel für sich entscheiden. FF Jaro rutschte sogar noch auf den fünften Platz ab während sich Myllykoski vom sechsten auf den zweiten Rang verbessern konnte.
Die Abstiegsrunde dagegen brachte kaum Veränderungen: Ilves Tampere, Titelverteidiger Haka Valkeakoski und Mikkelin Palloilijat blieben auf den letzten drei Rängen. Rovaniemi PS konnte sich um einen Rang vorschieben und verdrängte damit HJK Helsinki auf den Relegationsplatz. HJK setzte sich anschließend in der Relegation knapp gegen Hangö IK durch.

## Teilnehmende Mannschaften
| Verein                | Stadt        | Stadion                         | Kapazität |
| --------------------- | ------------ | ------------------------------- | --------- |
| FC Jazz Pori          | Pori         | Stadion Pori                    | 12.300    |
| FF Jaro               | Jakobstad    | Jakobstads Centralplan          | 04.600    |
| FinnPa Helsinki       | Helsinki     | Olympiastadion Helsinki         | 39.784    |
| Haka Valkeakoski      | Valkeakoski  | Tehtaan kenttä                  | 06.400    |
| HJK Helsinki          | Helsinki     | Olympiastadion Helsinki         | 39.784    |
| Mikkelin Palloilijat  | Mikkeli      | Mikkelin urheilupuisto          | 07.000    |
| Myllykosken Pallo -47 | Anjalankoski | Anjalankosken jalkapallostadion | 04.167    |
| Rovaniemi PS          | Rovaniemi    | Rovaniemen keskuskenttä         | 02.800    |
| Ilves Tampere         | Tampere      | Tammela Stadion                 | 05.040    |
| Inter Turku           | Turku        | Veritas-Stadion                 | 09.372    |
| Turku PS              | Turku        | Veritas-Stadion                 | 09.000    |
| Vaasan PS             | Vaasa        | Hietalahti Stadion              | 04.600    |

## Hauptrunde

### Tabelle
| Pl. | Verein                    | Sp. | S  | U | N  | Tore    | Diff. | Punkte |
| --- | ------------------------- | --- | -- | - | -- | ------- | ----- | ------ |
| 1.  | FF Jaro                   | 22  | 11 | 4 | 7  | 029:170 | +12   | 37     |
| 2.  | FC Jazz Pori              | 22  | 10 | 7 | 5  | 040:290 | +11   | 37     |
| 3.  | Turku PS                  | 22  | 11 | 4 | 7  | 031:290 | +2    | 37     |
| 4.  | FinnPa Helsinki           | 22  | 9  | 8 | 5  | 027:200 | +7    | 35     |
| 5.  | Inter Turku (N)           | 22  | 10 | 5 | 7  | 024:200 | +4    | 35     |
| 6.  | Myllykosken Pallo -47 (P) | 22  | 10 | 3 | 9  | 039:320 | +7    | 33     |
| 7.  | Vaasan PS                 | 22  | 8  | 5 | 9  | 022:200 | +2    | 29     |
| 8.  | HJK Helsinki              | 22  | 8  | 4 | 10 | 026:300 | −4    | 28     |
| 9.  | Rovaniemi PS              | 22  | 7  | 6 | 9  | 022:230 | −1    | 27     |
| 10. | Ilves Tampere             | 22  | 7  | 6 | 9  | 022:300 | −8    | 27     |
| 11. | Haka Valkeakoski (M)      | 22  | 6  | 6 | 10 | 028:340 | −6    | 24     |
| 12. | Mikkelin Palloilijat      | 22  | 4  | 4 | 14 | 012:380 | −26   | 16     |

Platzierungskriterien: 1. Punkte – 2. Tordifferenz – 3. geschossene Tore

| (M) | amtierender Meister     |
| (P) | amtierender Pokalsieger |
| (N) | Neuaufsteiger           |

### Kreuztabelle
| 1996 | 1996                  | FF Jaro | FC Jazz Pori | Turku PS | FinnPa Helsinki | Inter Turku | Myllykosken Pallo -47 | Vaasan PS | HJK Helsinki | Rovaniemi PS | Ilves Tampere | Haka Valkeakoski | Mikkelin Palloilijat |
| 1.   | FF Jaro               |         | 4:0          | 2:0      | 1:1             | 0:1         | 0:1                   | 2:2       | 0:0          | 2:0          | 0:1           | 3:1              | 4:0                  |
| 2.   | FC Jazz Pori          | 4:1     |              | 4:2      | 2:1             | 4:1         | 2:2                   | 1:0       | 4:1          | 3:1          | 3:3           | 0:2              | 0:0                  |
| 3.   | Turku PS              | 0:1     | 1:0          |          | 0:0             | 1:1         | 3:0                   | 2:0       | 1:0          | 1:1          | 1:0           | 0:0              | 0:1                  |
| 4.   | FinnPa Helsinki       | 1:1     | 1:0          | 4:1      |                 | 0:1         | 4:2                   | 0:0       | 0:2          | 0:0          | 2:0           | 2:1              | 0:0                  |
| 5.   | Inter Turku           | 1:0     | 1:1          | 1:2      | 0:1             |             | 1:0                   | 2:0       | 2:0          | 2:1          | 1:2           | 1:0              | 0:0                  |
| 6.   | Myllykosken Pallo -47 | 1:2     | 3:1          | 2:1      | 2:3             | 2:4         |                       | 0:1       | 3:1          | 2:0          | 1:0           | 1:1              | 3:0                  |
| 7.   | Vaasan PS             | 0:1     | 0:0          | 1:2      | 0:0             | 1:0         | 1:1                   |           | 2:0          | 1:2          | 5:0           | 3:0              | 1:0                  |
| 8.   | HJK Helsinki          | 1:0     | 2:5          | 3:4      | 2:3             | 1:0         | 1:2                   | 1:0       |              | 0:0          | 1:1           | 2:1              | 1:0                  |
| 9.   | Rovaniemi PS          | 0:1     | 0:0          | 0:2      | 3:0             | 1:1         | 2:1                   | 3:0       | 0:2          |              | 3:1           | 0:0              | 3:1                  |
| 10.  | Ilves Tampere         | 1:0     | 0:0          | 2:4      | 0:0             | 2:1         | 1:0                   | 1:2       | 0:0          | 0:1          |               | 2:2              | 3:0                  |
| 11.  | Haka Valkeakoski      | 0:1     | 2:3          | 5:1      | 2:1             | 1:1         | 2:6                   | 1:2       | 2:1          | 2:1          | 2:0           |                  | 1:1                  |
| 12.  | Mikkelin Palloilijat  | 1:3     | 1:3          | 1:2      | 0:3             | 0:1         | 1:4                   | 1:0       | 0:4          | 1:0          | 1:2           | 2:0              |                      |

## Meisterschaftsrunde
Die besten sechs Mannschaften der Hauptrunde spielten nochmals jeweils einmal gegeneinander.

Die Ergebnisse und Punkte aus der Hauptrunde wurden übernommen
| Pl. | Verein                    | Sp. | S  | U | N  | Tore    | Diff. | Punkte |
| --- | ------------------------- | --- | -- | - | -- | ------- | ----- | ------ |
| 1.  | FC Jazz Pori              | 27  | 13 | 8 | 6  | 047:330 | +14   | 47     |
| 2.  | Myllykosken Pallo -47 (P) | 27  | 14 | 3 | 10 | 048:380 | +10   | 45     |
| 3.  | Turku PS                  | 27  | 13 | 5 | 9  | 040:350 | +5    | 44     |
| 4.  | FinnPa Helsinki           | 27  | 11 | 9 | 7  | 032:250 | +7    | 42     |
| 5.  | FF Jaro                   | 27  | 11 | 6 | 10 | 034:250 | +9    | 39     |
| 6.  | Inter Turku (N)           | 27  | 11 | 6 | 10 | 028:300 | −2    | 39     |

| (P) | amtierender Pokalsieger |
| (N) | Neuaufsteiger           |

|                       | FC Jazz Pori | Myllykosken Pallo -47 | Turku PS | FinnPa Helsinki | FF Jaro | Inter Turku |
| --------------------- | ------------ | --------------------- | -------- | --------------- | ------- | ----------- |
| FC Jazz Pori          |              | –                     | 3:1      | 0:0             | –       | 1:0         |
| Myllykosken Pallo -47 | 3:2          |                       | –        | –               | –       | 3:0         |
| Turku PS              | –            | 3:0                   |          | 3:0             | 1:1     | –           |
| FinnPa Helsinki       | –            | 0:1                   | –        |                 | –       | 3:0         |
| FF Jaro               | 0:1          | 1:2                   | –        | 1:2             |         | –           |
| Inter Turku           | –            | –                     | 2:1      | –               | 2:2     |             |

## Abstiegsrunde
Der Dritte spielt im Anschluss gegen den Zweiten der Ykkönen in der Relegation um den Klassenerhalt.

Die Ergebnisse und Punkte aus der Hauptrunde wurden übernommen
| Pl. | Verein               | Sp. | S  | U | N  | Tore    | Diff. | Punkte |
| --- | -------------------- | --- | -- | - | -- | ------- | ----- | ------ |
| 1.  | Vaasan PS            | 27  | 12 | 5 | 10 | 033:250 | +8    | 41     |
| 2.  | Rovaniemi PS         | 27  | 11 | 6 | 10 | 035:290 | +6    | 39     |
| 3.  | HJK Helsinki         | 27  | 11 | 5 | 11 | 036:370 | −1    | 38     |
| 4.  | Ilves Tampere        | 27  | 8  | 6 | 13 | 026:430 | −17   | 30     |
| 5.  | Haka Valkeakoski (M) | 27  | 7  | 6 | 14 | 035:420 | −7    | 27     |
| 6.  | Mikkelin Palloilijat | 27  | 5  | 5 | 17 | 018:500 | −32   | 20     |

| (M) | amtierender Meister |

|                      | Vaasan PS | Rovaniemi PS | HJK Helsinki | Ilves Tampere | Haka Valkeakoski | Mikkelin Palloilijat |
| -------------------- | --------- | ------------ | ------------ | ------------- | ---------------- | -------------------- |
| Vaasan PS            |           | 2:1          | –            | 3:0           | –                | 3:0                  |
| Rovaniemi PS         | –         |              | 3:2          | 6:1           | 1:0              | –                    |
| HJK Helsinki         | 4:2       | –            |              | 1:0           | 2:1              | –                    |
| Ilves Tampere        | –         | –            | –            |               | 2:1              | 1:2                  |
| Haka Valkeakoski     | 0:1       | –            | –            | –             |                  | 5:2                  |
| Mikkelin Palloilijat | –         | 1:2          | 1:1          | –             | –                |                      |

## Relegation
|          | Gesamt |              | Hinspiel | Rückspiel |
| -------- | ------ | ------------ | -------- | --------- |
| Hangö IK | 1:2    | HJK Helsinki | 0:1      | 1:1       |

HJK Helsinki verblieb somit in der ersten Liga. TP-Seinäjoki stieg direkt auf.

## Torschützenliste
| Pl. | Nat.      | Spieler           | Verein           | Tore |
| --- | --------- | ----------------- | ---------------- | ---- |
| 1   | Brasilien | Luiz Antonio      | FC Jazz Pori     | 17   |
| 2   | Finnland  | Jari Vanhala      | FF Jaro          | 15   |
| 3   | Russland  | Waleri Popowitsch | Haka Valkeakoski | 12   |
| 4   | Finnland  | Juha Karvinen     | Vaasan PS        | 11   |
| 5   | Brasilien | Piracaia          | FC Jazz Pori     | 10   |

## Internationales Abschneiden 1996/97
Während der Veikkausliiga-Saison 1996 waren fünf finnische Mannschaften bei internationalen Wettbewerben im Einsatz, die sich nach der Veikkausliiga-Saison 1995 dafür qualifiziert hatten:
- Meister Haka Valkeakoski (UEFA-Pokal 1996/97)
  - Vorrunde: 2:2 und 1:0 gegen  FC Flora Tallinn
  - Qualifik: 0:3 und 1:1 gegen  Legia Warschau
- Dritter HJK Helsinki (UEFA-Pokal 1996/97)
  - Vorrunde: 1:3 und 5:2 n. V. gegen  FC Pjunik Jerewan
  - Qualifik: 2:2 und 0:2 gegen  Tschornomorez Odessa
- Vierter FC Jazz Pori (UEFA-Pokal 1996/97)
  - Vorrunde: 3:1 und 1:0 gegen  GÍ Gøta
  - Qualifik: 1:1 und 1:3 gegen  Dynamo Moskau
- Fünfter FF Jaro (UEFA Intertoto Cup 1996)
  - Gruppenphase: 3. von 5 Mannschaften (Gruppe 12)
- Pokalsieger Myllykosken Pallo -47 (Europapokal der Pokalsieger 1996/97)
  - Qualifik: 1:0 und 1:1 n. V. gegen  FK Qarabağ Ağdam
  - 1. Runde: 0:1 und 1:3 gegen  FC Liverpool

## Internationales Abschneiden 1997/98
Vier Vereine qualifizierten sich nach der Veikkausliiga-Saison 1996 für internationale Wettbewerbe in der Saison 1997/98:
- Meister FC Jazz Pori (UEFA Champions League 1997/98)
  - 1. Qual.-Runde: 1:0 und 2:0 gegen  FC Lantana Tallinn
  - 2. Qual.-Runde: 2:6 und 1:2 gegen  Feyenoord Rotterdam
- Meister FC Jazz Pori (UEFA-Pokal 1997/98)
  - 1. Runde: 0:1 und 1:6 gegen  TSV 1860 München
- Vizemeister Myllykosken Pallo -47 (UEFA-Pokal 1997/98)
  - 1. Qual.-Runde: 1:1 und 0:3 gegen  Apollon Limassol
- Dritter Turku PS (UEFA Intertoto Cup 1997)
  - Gruppenphase: 4. von 5 Mannschaften (Gruppe 8)
- Pokalsieger HJK Helsinki (Europapokal der Pokalsieger 1997/98)
  - Qualifik: 1:0 und 0:3 gegen  NK Zagreb